# Шулявское кладбище
Шуля́вское кладби́ще расположено в Соломенском районе города Киева, на Шулявке по адресу улица Западная, 9. Открыто для дозахоронения в семейных могилах.
Площадь 2 га, количество захороненных — 1220.

## История
Кладбище открыто в 1885 году. В конце XIX века этот погост простирался до улицы Олексы Тихого. В декабре 1918 года в Киеве произошёл переворот, и гетман Украинской Державы Павло Скоропадский потерял власть. В те дни, по воспоминаниям совеременников, на территории Шулявского кладбища войска Директории УНР проводили расстрелы пленных офицеров и граждан, поддерживавших власть гетмана.
В 1932 году посереди кладбища была проложена улица, в это же время снесли и кладбищенскую часовню. На её месте теперь находится церковь святого Иоанна Крестителя, которую построили в 1990-х годах. Во второй половине 1930-х годов здесь снова проводились расстрелы политзаключённых, но уже сотрудниками НКВД. Так как рядом находились жилые постройки, то кладбище обнесли глухим забором, а во время казней включали камнедробилку. 
Кладбище закрыли в 1962 году, как и большинство кладбищ, находящихся в центральных районах города Киева. В 2002 году кладбище было огорожено бетонным забором, фактически на могилах размещалось с десяток гаражей.

## Захоронения
Здесь сохранилось несколько памятников дореволюционной поры, находится мемориал погибших в годы Великой Отечественной войны, могила Героя Советского Союза Шепелева Николая Гавриловича, в честь которого в Киеве в районе Новокараваевы дачи назвали улицу.